# Cap Fréhel
Cap Fréhel je polotok v francoskem departmaju Côtes-d'Armor, ki se zajeda v zaliv Saint-Malo, med Saint-Malojem in Saint-Brieucom. Z morja je zaradi klifov težko dosegljiv. Od najbližjega kraja, istoimenskega Fréhela, je oddaljen 8,5 km, upravno pa pripada občini Plévenon. Na njem stojita dva svetilnika, eden iz 17. stoletja, drugi iz sredine 20. stoletja. 4 km jugovzhodno od njega se nahaja utrdba iz 13. stoletja Fort la Latte.
Cap Fréhel je ornitološki rezervat, v katerem najdejo zavetje različne vrste ptic. Najštevilčnejše med njimi so vranjeki in srebrni galebi.